# Музей Зиммерли
Художественный музей Джейн Ворхиз Зиммерли (Художественный музей Зиммерли) расположен в кампусе Ратгерского университета в Нью-Брансуике, штат Нью-Джерси. В музее хранится более 60 000 произведений, в том числе русское и советское нонконформистское искусство из знаменитой коллекции Доджа, американское искусство с XVIII века до наших дней и шесть веков европейского искусства с особым акцентом на французском искусстве XIX века. Музей также известен своими коллекциями гравюры, рисунка, фотографии, книжной иллюстрации и редкой книги.

## История коллекции
Основанная в 1966 году как «Художественная галерея Ратгерского университета» в честь двухсотлетия университета, галерея была расширена в 1983 году и переименована в «Художественный музей Джейн Вурхиз Зиммерли» в честь матери Ральфа и Алана Вурхиз, главных благотворителей расширения музея.
В здании музея Зиммерли площадью 6500 м² сoбранo oкoлo 60 000 прoизведений искусства, oтнoсящихся к различным историческим периoдам — от античности до сoвременнoсти. Особенно по́лно в музее представлены французское искусство XIX века, русскoе искусствo, советское неофициальное искусство, графика и фотография американских и европейских авторов, в том числе гравюры, рисунки и редкие книги.
Музей Зиммерли владеет 12 архивами, которые являются неотъемлемой частью принадлежащего музею собрания нонконформистского искусства Нортона и Нэнси Доджей. Архивы были куплены у коллекционеров в 1990—2000-е годы в ходе реализации миссии музея по изучению и сохранению собрания Доджей.
Эта ценная коллекция освещает различные аспекты неофициальной художественной жизни в Москве, Ленинграде и бывших союзных республиках в 1960—1980-е годы, а также позволяет реконструировать личные, социальные и институциональные условия, в которых работали художники. Архив Доджей, состоящий из более чем 50 000 единиц хранения, является одной из немногих институциональных коллекций материалов, связанных с советским искусством и культурой послевоенного периода, и единственным таким собранием в Северной Америке.

### Русское искусство и советское нонконформистское искусство
Коллекция русского и советского нонконформистского искусства Зиммерли содержат около 22 000 предметов и дает обзор искусства в России с XIV века до наших дней. Имперская эпоха русского искусства представлена  пожертвованием Георгия Рябова 1990 года, которое охватывает стили и сюжеты, представляющие разнообразие художественного наследия России.
Коллекция советского искусства была подарена Нортоном и Нэнси Додж в 1991 году. Более 20 000 работ около 1000 художников демонстрируют культуру, которая бросила вызов политически навязанным условностям социалистического реализма. Представлены все виды изобразительного искусства, в том числе живопись на холсте и панно, скульптура, ассамбляж, предметы декора, инсталляции, работы на бумаге, фотография, видео, книги художников и самиздатские тексты. Этот энциклопедический массив нонконформистского искусства охватывает примерно период с 1956 по 1986 год, от начала хрущевской культурной «оттепели» до прихода горбачевской гласности и перестройки. Также представлены работы, созданные в эпоху Горбачева (до 1991 года). Коллекция включает искусство, созданное в России, а также множество образцов нонконформистского искусства, произведенного в советских республиках: Армении, Азербайджане, Белоруссии, Эстонии, Грузии, Казахстане, Киргизии, Латвии, Литве, Туркменистане, Украине и Узбекистане. Недавний подарок Клода и Нины Грюн расширяет фонды русского искусства Зиммерли за счет постперестроечных произведений, созданных с 1986 года. Многие из этих произведений искусства были созданы бывшими советскими художниками, ныне проживающими в диаспоре. Кроме того, в музее есть семь архивов, связанных с советским нонконформистским искусством. В совокупности эти архивы включают более 50 000 единиц хранения.